# Eochaid X Airem
Eochaid X Airem („Grabarz”) – legendarny zwierzchni król Irlandii z dynastii Milezjan (linia Eremona) w latach 14-4 p.n.e. Młodszy syn Finna, w szóstym stopniu potomka Enny III Aignecha („o Doskonałej Gościnności”), zwierzchniego króla Irlandii. 
Eochaid, według średniowiecznej irlandzkiej legendy i historycznej tradycji, został zwierzchnim królem Irlandii po śmierci swego starszego brata, Eochaida IX Feidlecha („Solidnego”). 
Jest jedną z postaci opowieści Tochmarc Étaíne („Zaloty Étaín”). Saga ta opowiada o życiach pięknej Étaín, ukochanej Midira z Tuatha Dé Danann, która została zamieniona w muchę przez zazdrosną Fuanbach, żonę Midira. Étaín została połknięta przez żonę Etara, wojownika Ulsteru. Ta zaszła w ciążę, dzięki czemu Étaín mogła się odrodzić się w wyniku reinkarnacji. Eochaid zaprosił mieszkańców Irlandii na święta do Tary. Ci odmówili udziału w uczestnictwie, z powodu braku królowej. Król postanowił w tej sprawie wysłać posłańców, by poszukali najpiękniejszej kobiety w Irlandii. Ci przyprowadzili Étaín, w której Eochaid zakochał się od pierwszego wejrzenia, po czym ją poślubił. Brat Eochaida Ailill Anglonnach (inne źródła nie wymieniają go) był także w niej zakochany. Z tego powodu zachorował, nie wyjawiając powodów choroby. Król wyjeżdżając, zostawił żonę z umierającym Ailillem. Ten chciał, żeby ona zechciała się z nim spotkać na pobliskim wzgórzu. Bowiem się wstydził wyjawienia jej przyczyn choroby w domu króla. Étaín zgodziła się na spotkanie, by pomóc mu w powrocie do zdrowia. Trzy razy przychodziła, ale za każdym razem spotykała Midira, który uśpił Aililla, przybierając jego wygląd. Przy trzeciej okazji Midir ujawnił swą tożsamość. Powiedział jej, kim jest naprawdę, ale ona nie poznała go. Étaín w końcu zgodziła się pójść z nim, ale tylko za przyzwoleniem Eochaida.
Po pewnym czasie, gdy Ailill wyzdrowiał i Eochaid wrócił do domu, Midir przybył do Tary i wezwał króla do zagrania w „fidchell” (starożytna irlandzka gra planszowa). Ci grali o coraz wyższą stawkę. Midir, przegrywając, był zmuszony zbudować groblę przez bagno Móin Lámrige (Corlea Trackway), drewnianą groblę zbudowaną przez bagno w hrabstwie Longford. W końcu Midir zasugerował, żeby zagrać o pocałunki i objęcia z Étaín. Tym razem Midir zwyciężył. Król kazał mu wrócić za miesiąc, by odebrać zwycięstwo. Pomimo utrudnienia ze strony licznej straży królewskiej, Midir ukazał się wewnątrz domu. Eochaid zgodził się, by objął Étaín. Kiedy to zrobił, para odleciała przez świetlik, zamieniając się w łabędzie. Eochaid poinstruował swych ludzi, by odkopali każdy síd (czarodziejski kopiec) w Irlandii, aż zwrócą mu żonę. Z tego powodu otrzymał przydomek „Grabarz”, ponieważ był pierwszym wykopującym kopce w Irlandii. Ludzie króla znaleźli ją w kopcu w Brí Léith. Midir ukazał się im, po czym obiecał oddać królową. W umówionym czasie przyprowadził pięćdziesiąt kobiet, które były podobne do siebie. Następnie kazał Eochaidowi wybrać tę, którą uważa za Étaín. Król wybrał kobietę, którą uważał za swą żonę, następnie zabrał ją do domu oraz sypiał z nią. Miał z nią córkę. Potem Midir, po ukazaniu się, powiedział mu, że prawdziwa żona Étaín była w ciąży, kiedy ją zabrał. Następnie, że wybrał swą własną córkę, która urodziła się w kopcu Midira. Eochaid, czując wstyd, rozkazał córkę z kazirodczego związku wyrzucić. Córka jednak została znaleziona i wychowana przez pasterza i jego żonę. Później była poślubiona Ederscelowi mac Eogan. Z tego związku narodził się Conaire I Mor („Wielki”), przyszły zwierzchni król.
Eochaid panował dziesięć, dwanaście lub piętnaście lat nad Irlandią, gdy został spalony we Fremain przez Sigmalla. Został zastąpiony przez zięcia Ederscela mac Eogan z milezjańskiej linii Itha, stryja Mileda. 